# کاسپار شمعون‌انوف
کاسپار شمعون‌انوف (بلغاری: Каспар Симеонов؛ زادهٔ ۱۷ مهٔ ۱۹۵۵) بازیکن والیبال اهل بلغارستان است.